# Гертум, Эдуард Александрович
Эдуард Александрович Гертум (нем. Eduard Robert Herthum; 2 [14] октября 1859, Санкт-Петербург — 7 [20] июля 1912, Пермь) ― российский горный инженер, управляющий Артинского завода с марта по декабрь 1895 года, Саткинского завода в 1895—1897 годах, Златоустовского завода в 1898―1908 годах, горный начальник Пермских пушечных заводов в 1908—1912 годах.

## Биография
Родился в Санкт-Петербурге 2 октября 1859 года. В семье росли ещё четверо детей, отец не владел недвижимостью и не получал пансион от казны, зарабатывал личным трудом 100 рублей в месяц.
В 1869 году поступил в гимназию Карла Мая, вскоре перевёлся на Реальное отделение школы. В 1879 году окончил полный курс Реального училища, включая дополнительный класс, став одним из первых выпускников Реального отделения школы. Аттестат подтвердил сдачей экзаменов в Ларинской гимназии. На момент окончания школы имел Везенбергское подданство. Семья проживала по адресу Васильевский остров, Волховский переулок, дом 6, кв. 3.
Окончил Горный институт в 1885 году по первому разряду. Во время учёбы вынужден был обращаться за денежным пособием вследствие бедственного положения семьи. Давал частные уроки.
После окончания института начал службу в Златоустовском горном округе в должности смотрителя с 1 мая 1886 года по 1 января 1892 год, затем, в 1892—1895 годах, помощником управителя Златоустовского завода. Под его руководством на заводе были построены 6 пудлинговых печей, реконструированы две мартеновские печи и построена новая мартеновская печь в 1893 году. С марта по декабрь 1895 года Гертум служил управителем Артинского завода, где занимался переустройством косной фабрики, устанавливал все молоты на фундаменты.
В 1895—1897 годах служил управляющим Саткинского завода, где перестроил доменную печь Рашета, что позволило нарастить суточную выплавку чугуна с 1800—1900 пудов до 2500 пудов. 7 апреля 1897 года был командирован в США для изучения доменного производства, а по возвращении в 1897 году был отправлен в командировку на Александровский и Обуховский заводы для изучения мартеновского процесса.
В 1898―1908 годах Гертум служил управляющим Златоустовского завода, где организовал производство слесарных инструментов, ввёл отливку хромистой стали в печах Сименса, запустил в эксплуатацию фабрику для производства инструментальной тигельной стали по способу фирмы братьев Бёлер в 1904 году, расширил снарядную и механическую фабрики, а также построил фабрики для выделки напильников и огнеупорного кирпича. В этот период он входил в комиссию по сравнительному анализу уральского кровельного железа с аналогичным железом других российских и заграничных заводов в 1903 году. С 29 сентября 1908 года по 7 июля 1912 года служил горным начальником Пермских пушечных заводов. Приложил много усилий для введения на заводах с 1909 года новой системы счетоводства и отчётности бухгалтера Александра Захаровича Попова.
Являлся гласным Златоустовского уездного земства, членом попечительского совета Златоустовской женской прогимназии, почётным мировым судьёй Златоустовского уезда в 1894―1897 годах, одним из инициаторов открытия Златоустовского среднего механико-технического училища.
7 июля 1912 года погиб от паралича сердца во время утреннего купания в реке Кама. Похоронен в Перми.
Память
Художником Владимиром Зозулей создан портрет Гертума Эдуарда Александровича — начальника Ермоловской домны — из серии «Учёные-металлурги г. Златоуста» 3 августа 1993 года.

## Вклад в науку
В июне 1899 года принимал участие в уральской экспедиции Д. И. Менделеева, предоставил материал, что отмечено в книге «Уральская железная промышленность в 1899 году».

## Награды и чины
За свои достижения был неоднократно отмечен:
- 5.04.1892 ― орден Святого Станислава III степени;
- 14.05.1896 ― орден Святой Анны III степени;
- 1897 ― благодарность Преосвященного Уфимской епархии «за деятельное участие в постройке церкви в Ветлужском селении»;
- 9.04.1900 ― орден Святого Станислава II степени;
- 28.04.1904 ― орден Святой Анны II степени;
- 29.03.1909 ― действительный статский советник;
- 25.03.1912 ― орден Святого Владимира IV степени.